# Sara Marielle Gaup Beaska
Sara Marielle Gaup Beaska (nordsamiska: Iŋgor Ántte Ánte Mihkkala Sara, född 21 mars 1983, är en samisk musiker, sångerska och jojkare som ursprungligen kommer från Kautokeino. 

## Biografi
Iŋgor Ántte Ánte Mihkkala Sara (norska: Sara Marielle Kvernmo Gaup) föddes 21 mars 1983 in i en musikalisk familj. Hennes pappa är den kända jojkaren Ánte Mikkel Gaup. Hennes systrar Risten Anine Kvernmo Gaup och Inger Biret Kvernmo Gaup är också jojkare. Deras andra syster Lena Susanne Kvernmo Gaup, har också jojkat på inspelningar med dem.

## Musikkarriär
År 2004 deltog Gaup i jojkkategorin av den Samiska Grand Prix med jojken Lena Sunná.
Samma år startade hon bandet Adjágas med Láwra Somby. Både Gaup och Somby sjöng och jojkade i bandet, vilket spelade på scener i världens alla hörn, bland annat som en del av lineupen för Glastonbury in 2007. Bandet upplöstes 2014.
Samtidigt som Adjágas upphörde att existera, utannonserade Gaup Beaska att hon och den norska basisten Steinar Raknes hade startat ett nytt band kallat Arvvas.
2017 deltog Gaup Beaskai den norska tv-serien Muitte mu – Husk meg. I serien fick hon lära och coacha den svensk-norska sångerskan och vinnaren av Eurovision Song Contest 1985, Elisabeth Andreasen, att jojka.

## Priser och erkännanden
2002 utsågs Gaup Beaska till Riddu Riđđu's Young Artist of the Year. I samarbete med 2018 års Sámi Grand Prix blönades hon med Áillohaš Music Award.

## Diskografi

### Adjágas
- 2005 – Adjágas
- 2009 – Mánu Rávdnji

### Arvvas
- 2016 – Remembrance[17]

### Samlingsalbum
- 2003 – Sámi Grand Prix 2003,med låten Meahcce sykkel tillsammans med Jakumbé
- 2004 – Sámi Grand Prix 2004, med låten Lena Sunná
- 2017 – Music Without Borders, med låtarna Nordafjells / Liti Kjersti  och Guds Godhet

### På andra album
- 2003 – Voices of Ice, 3 låtar[18]